# Shohei Ogura
Shohei Ogura (Chiba, 8 september 1985) is een Japans voetballer.

## Carrière
Shohei Ogura speelde tussen 2004 en 2007 voor Mito HollyHock. Hij tekende in 2008 bij Yokohama F. Marinos.